# Angus (Montréal)
Pour les articles homonymes, voir Angus.

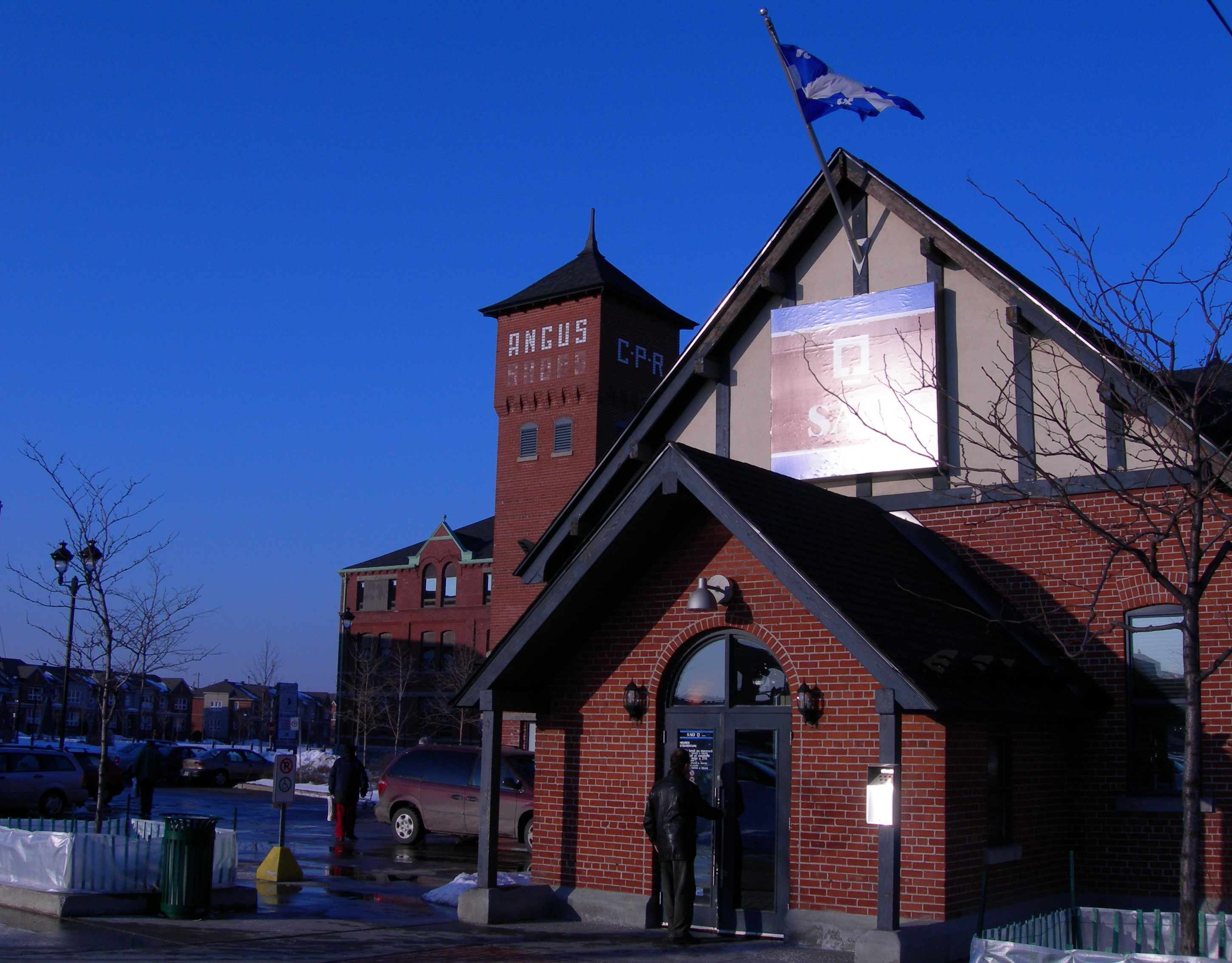
Caserne d'incendie des anciens ateliers ferroviaires d'Angus convertie en succursale de la SAQ en 2006 et depuis transformée en restaurant-bar.

Angus (aussi nommé Technopôle Angus ou plus rarement Parc Angus) constitue un quartier de la ville de Montréal au Québec, situé dans l'arrondissement de Rosemont–La Petite-Patrie. Il se situe entre la rue Rachel (au sud), le boulevard Saint-Joseph (au nord), l'avenue Bourbonnière (à l'est) et le chemin de fer du Canadien Pacifique (à l'ouest). Il est constitué principalement de zones résidentielles et commerciales.

## Histoire

### Période industrielle
Les usines Angus, souvent connues sous le nom de Shops Angus, furent un complexe industriel voué à la construction de matériel roulant ferroviaire. Construites entre 1902 et 1904 par le Canadien Pacifique sur un site de 48 hectares des voies ferroviaires à l'ouest jusqu'à l'avenue Bourbonnière à l'est, les usines sont constituées de 68 bâtiments. Lors de son inauguration en 1904, il s'agit du plus grand complexe usinier en Amérique du Nord. Celui-ci donnera naissance au quartier Rosemont. En 1912, les shops emploient près de 6 000 personnes et en emploieront environ 12 000 lors des deux guerres mondiales.
Converties en usines de production industrielle militaire durant les deux guerres mondiales, elles produisent des moteurs de paquebot, des chars d’assaut et des pièces d’artillerie. Après la Seconde Guerre mondiale, les usines Angus reviennent à leur vocation originelle mais, subissant la lente décroissance du transport ferroviaire au profit de l'industrie du transport par camion, ses usines sont graduellement démantelées à partir des années 1960 et la production de locomotives cesse. Toute activité industrielle cesse définitivement en 1992.

### Conversion en secteur résidentiel et commercial

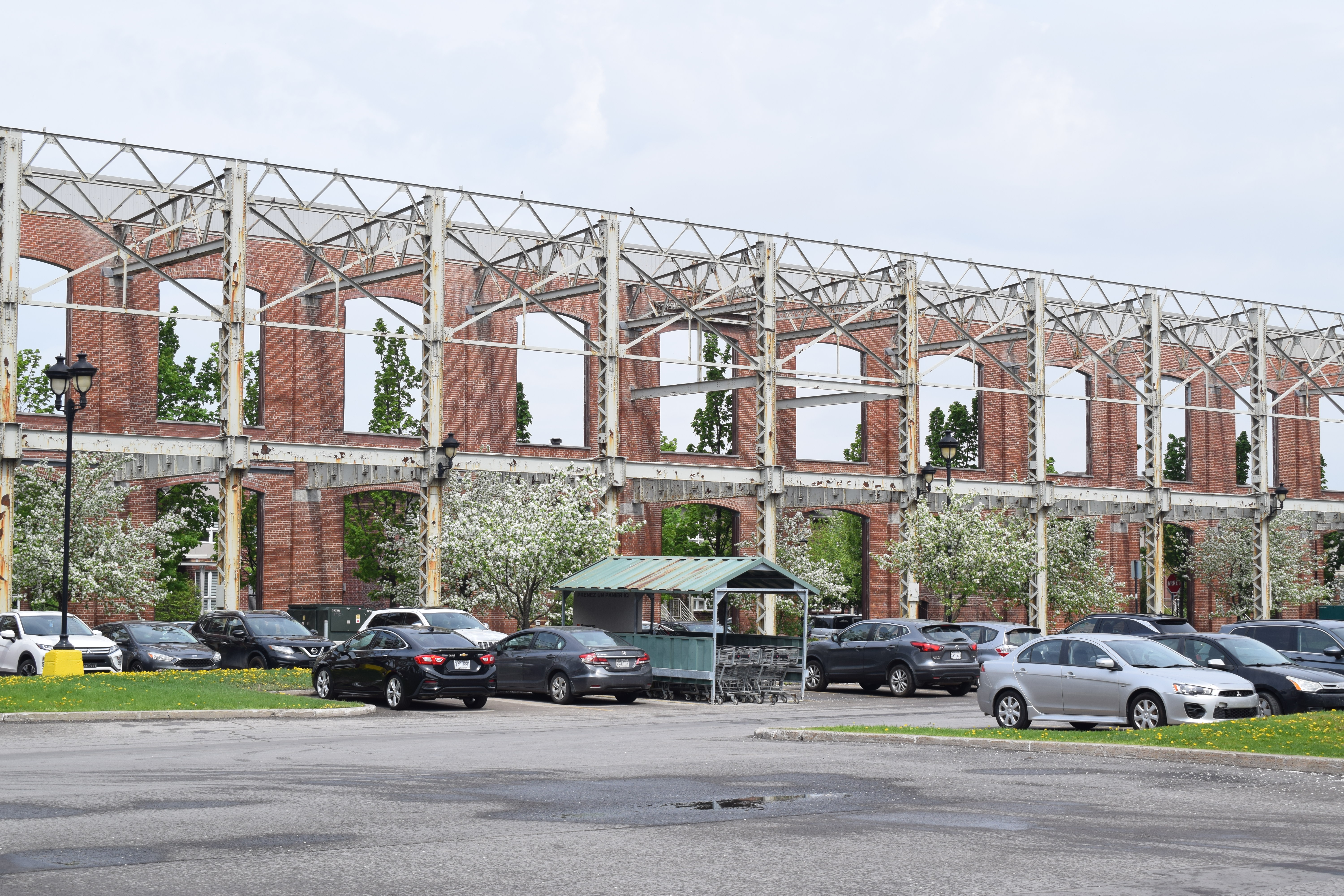
Structures des anciennes usines laissées sur place et séparant une zone commerciale d'une zone résidentielle.

En 1995, un projet de transformation des édifices et de redéploiement du site voit le jour avec des zones réservées à l'habitation et d'autres au secteur commercial qui conservera néanmoins un caractère architectural issu de la période industrielle. Cette partie du projet sera portée par la nouvelle Société de développement Angus qui vise à reconvertir le site en « technopôle » ouvert aux entreprises de la nouvelle économie et de l’économie sociale. Les travaux de reconversion débutent en 1998,. 
Lors du budget 2000, le gouvernement du Québec annonce un crédit d'impôt spécial égal à 40 % du salaire des employés nouvellement embauchés par des entreprises installées dans le Technopôle. Le crédit est aboli dans le budget de juin 2003 par le gouvernement libéral nouvellement élu.
Aujourd'hui, Angus est un secteur principalement résidentiel avec des zones commerciales et d'entreprises au sud en bordure de la rue Rachel. On y retrouve également un parc urbain d’entreprises appelé « Technopôle Angus » qui se développe lui aussi à grande cadence. Selon les promoteurs, on y retrouvera plus de 2 000 travailleurs dans plus de 100 entreprises dans quelques années.
Entreprise vers la fin des années 1970, la conversion des terrains contaminés par la production industrielle en est aujourd'hui à sa dernière phase. Le technopôle conserve encore les vestiges et la brique rouge typique des anciennes shops qui y étaient érigées auparavant. Aujourd'hui, le technopôle s'engage envers le développement durable et est parfois qualifié d'écoquartier. En 2018, le projet de phase II du Technopôle Angus reçoit la certification LEED Platine New Development (ND), une première au Québec. Plusieurs entreprises d'économie sociale ont pignon sur rue à Angus.

## Galerie

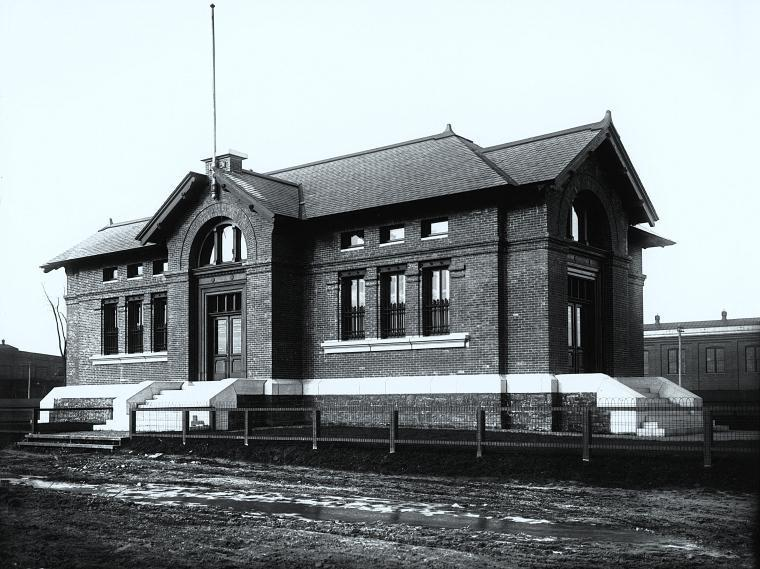
Succursale de la Banque de Montréal, rue Davidson, usines Angus, vers 1906.
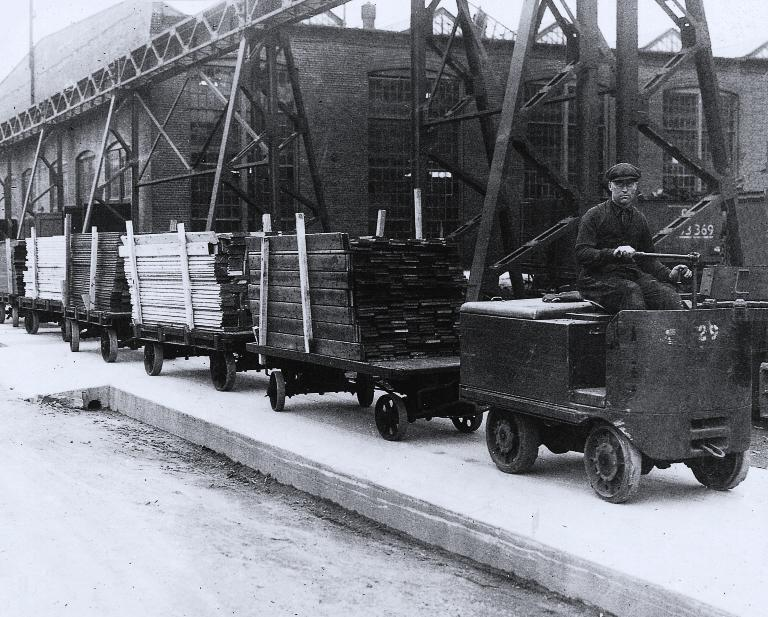
Transport du bois aux usines Angus, vers 1930.
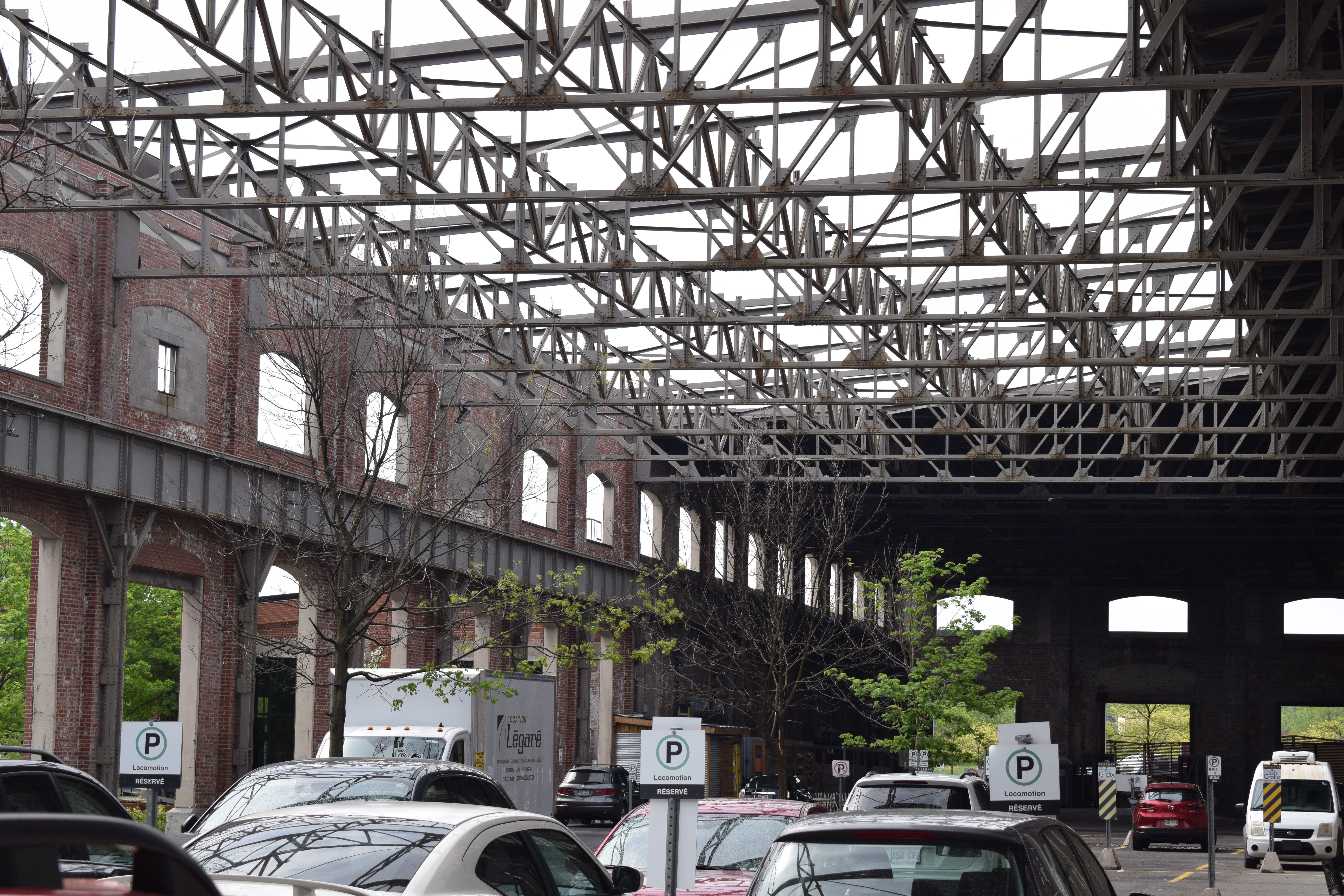
Structures des usines conservées au-dessus d'un stationnement commercial en 2022.